# Сиктивкар (аеропорт)
Аеропорт Сиктивкар (IATA: SCW, ICAO: UUYY) — міжнародний аеропорт федерального значення в місті Сиктивкар, Республіка Комі, Росія.
Аеропорт знаходиться поблизу центру міста, біля автопавільйону. Поруч з аеропортом є готель, зупинка міських автобусів.

## Приймаємі типи повітряних суден
Ан-12, Ан-148, Ил-76, Ту-154, Ту-204, Airbus A320-200, ATR 72, Boeing 737-800, Boeing 757-200, Embraer ERJ-145, Embraer E-190, Sukhoi Superjet 100 і все більш легкі, а також вертольоти всіх типів.

## Авіалінії та напрямки, листопад 2020
| Авіакомпанія   | Пункт призначення |
| -------------- | --- |
| Aeroflot       | Москва-Шереметьєво |
| Komiaviatrans  | Інта, Казань, Котлас, Москва-Домодєдово, Нар'ян-Мар, Печора, Перм, Самара, Ст Петербург, Ухта, Усинськ, Усть-Цильма, Воркута Сезонний: Анапа, Краснодар, Мінеральні Води |
| Pegas Fly      | Сезонний чартер: Анталія, Джерба, Дубай-Аль-Мактум, Газіпаша, Монастір                                                                                                   |
| Rossiya        | Ст Петербург |
| RusLine        | Архангельськ, Калінінград, Краснодар, Самара, Єкатеринбург |
| Smartavia      | Ст Петербург Сезонний: Сімферополь |
| UTair Aviation | Москва-Внуково Сезонний: Анапа |